# Rush Rush
Rush Rush è un singolo della cantante statunitense Paula Abdul, pubblicato il 24 aprile 1991 come primo estratto dal suo secondo album Spellbound.

## Descrizione
Il singolo si discosta molto dagli altri della cantante fino a quel momento, essendo una ballata.
La canzone si piazza stabilmente per cinque settimane consecutive al primo posto nella Billboard Hot 100, diventando la quinta numero 1 della cantante.
Il video musicale è ispirato al film del 1955 Gioventù bruciata con James Dean. Nel video appare anche l'attore Keanu Reeves.

## Classifiche

### Classifiche settimanali
| Classifica (1991)                          | Posizione massima |
| ------------------------------------------ | ----------------- |
| Stati Uniti                                | 1                 |
| US Billboard Hot Adult Contemporary Tracks | 1                 |
| Canada                                     | 1                 |
| Australia                                  | 2                 |
| Nuova Zelanda                              | 9                 |
| Regno Unito                                | 6                 |
| Irlanda                                    | 11                |
| Olanda                                     | 9                 |
| Norvegia                                   | 9                 |
| Svezia                                     | 7                 |
| Austria                                    | 23                |
| Francia                                    | 24                |
| Germania                                   | 12                |

### Classifiche di tutti i tempi
| Classifica (1958-2021) | Posizione |
| ---------------------- | --------- |
| Stati Uniti            | 86        |